# San Juan de Plan
San Juan de Plan (aragónul Sant Chuan de Plan) község Spanyolországban, Huesca tartományban. San Juan de Plan Plan, Gistaín, Benasque, Sahún, Villanova, Chía és Seira községekkel határos. Lakosainak száma 151 fő (2024).

## Népesség
A település népessége az utóbbi években az alábbiak szerint változott:
| Lakosok száma | 151  | 147  | 150  | 153  | 162  | 147  | 142  | 153  | 158  | 151  |
|               | 2001 | 2004 | 2007 | 2009 | 2012 | 2014 | 2017 | 2019 | 2022 | 2024 |